# Robert Lunsingh Scheurleer
Robert Alexander Lunsingh Scheurleer (9 mei 1944, Amsterdam) is een Nederlandse archeoloog. 
Lunsingh Scheurleer volgde een opleiding aan de École pratique des hautes études in Parijs en promoveerde aan de Sorbonne Université. Vanaf 1976 was hij werkzaam als conservator van het Allard Pierson Museum in Amsterdam. In 1993 werd hij benoemd tot hoogleraar Griekse archeologie en kunstgeschiedenis aan de Rijksuniversiteit Gent Van 2002 tot zijn pensioen in 2009 was hij directeur van het Allard Pierson Museum. Sinds zijn pensioen werkt Lunsingh Scheurleer mee aan het programma Tussen kunst en kitsch met zijn expertise in klassieke archeologie en munten uit de oudheid.

## Trivia
In het Allard Pierson Museum bevindt zich het grootste deel van de voormalige collectie oudheden verzameld door C.W. Lunsingh Scheurleer, grootvader van Lunsingh Scheurleer. 
- International Standard Name Identifier: 0000 0000 2778 9639
- Library of Congress Control Number: n84192496
- Nationale Bibliotheek van Israël: 987007310008705171
- Nederlandse Thesaurus van Auteursnamen: 073056642
- Système universitaire de documentation: 128287063
- Virtual International Authority File: 76326187
- WorldCat: E39PBJvH9GkRJQ6YdmGWCYctrq